# Sergi de los Ríos i Martínez
Sergi de los Ríos i Martínez (Tarragona, 27 de novembre del 1969) és un economista i polític català, diputat al Parlament de Catalunya en les VII, VIII i IX legislatures 

## Biografia
Es llicencià en ciències econòmiques a la Universitat de Barcelona i, des del 1994, s'especialitzà en comerç exterior i ha treballat en empreses d'aquest àmbit.
El 1989 fou membre de la Federació Nacional d'Estudiants de Catalunya (FNEC), que deixà el 1990 per passar-se al Bloc d'Estudiants Independentistes (BEI) (1990-1993). Entre altres activitats, és casteller de la Colla Jove Xiquets de Tarragona des del 1991 -de la qual en va ser elegit president el 2014, soci del Club Gimnàstic de Tarragona, d'Acció Cultural del País Valencià (ACPV) i de l'Associació Catalana de Professionals (ACP).
El 1989 també s'afilià a les Joventuts d'Esquerra Republicana de Catalunya (JERC) i a Esquerra Republicana de Catalunya (ERC). Va entrar com a regidor a l'Ajuntament de Tarragona el gener del 2005. Des del 2007 fins al 2011 va ser segon tinent d'alcalde de l'Ajuntament de Tarragona. A les eleccions municipals del 2011 es va quedar fora de l'Ajuntament després d'haver format part de l'equip govern amb 2 regidors. Possiblement aquesta derrota va ser deguda a no haver defensat la capitalitat de Tarragona en la Llei de Vegueries, cosa que sí que van fer els altres partits amb representació municipal. Ha estat diputat per la circumscripció de Tarragona al Parlament de Catalunya entre el 2003 i el 2012. En finalitzar la legislatura 2010-2012 va anunciar la seva retirada de la primera línia política.